# Abbaye d'Hasnon
Pour des articles plus généraux, voir Abbaye et Christianisation et urbanisation du Nord-Pas-de-Calais.
L'abbaye d'Hasnon est une abbaye bénédictine fondée au VIIe siècle à Hasnon, près de Saint-Amand-les-Eaux et de Valenciennes dans le département du Nord en France.

## Histoire
C'est en 670 que fut fondé le monastère double bénédictin de Hasnon (Hasnoniense Monasterium) par Jean et Eulalie, les enfants du comte d'Ostrevent.
En 691, il est consacré par saint Vindicien, évêque de Cambrai et d'Arras.
En 867, Ermentrude d'Orléans, reine d'Aquitaine puis reine des Francs de 866 à 867, s'y retire, et y meurt le 6 octobre 869.
En 880, le monastère est détruit par les Normands. Il est restauré comme abbaye en 1065 par Baudouin VI, comte de Flandre. L'abbaye bénéficiait de diverses exemptions dès le haut Moyen Âge : elles furent confirmés lors des États généraux de France tenus par Philippe Ier à Corbie en 1065.
L'abbaye détient parmi ses différents biens la seigneurie qui porte son nom en Flandre maritime : la seigneurie d'Hasnon. Elle se situe principalement sur la paroisse de Saint-Pierre-Brouck et une portion sur Looberghe. À l'origine, terre essentiellement composée de marais, elle est distribuée par les comtes de Flandre, souvent en larges portions aux monastères en vue de leur assèchement et mise en valeur. En 1063, l'abbaye reçoit de Baudouin de Lille une première concession et en 1113 une seconde plus importante par Baudouin à la Hache, le tout situé au centre de l'actuel Saint-Pierre-Brouck entre l'Aa et l'Enna, rivière locale. L'abbaye y érige une église lorsque l'assèchement a bien progressé, et la terre est appelée Sancti Petri brocho, le marais de Saint-Pierre, du nom de l'abbaye Saint-Pierre d'Hasnon. Ainsi naissent la seigneurie d'Hasnon et le village de Saint-Pierre-Brouck. Il s'agit d'une seigneurie à clocher (église fondée par le seigneur, l'abbé d'Hasnon), possédant toute la justice seigneuriale, avec un bailli, un greffier, 10 échevins plus un pour l'enclave sur Looberghe et un garde ou sergent champêtre. Outre le revenu des terres, l'abbé perçoit la dîme des grains de toute la paroisse. Au total, la seigneurie totalise 335 mesures, ou environ 150 hectares, essentiellement sur Saint-Pierre-Brouck, une terre sur Looberghe, plus un bien sur Oxelaere et un dans la châtellenie de Furnes. L'abbé détient en propre 64 mesures, soit environ 30 hectares.
À la Révolution, les religieux de l'abbaye de Cysoing furent reçus sur ordre à Hasnon, transformée en quelque temps en maison de retraite.
En 1811, un ouvrier découvre les caveaux funéraires de Richilde de Hainaut et de Baudouin VI, surnommé Baudouin d'Hasnon.
L'abbaye était située sur la rive droite de la Scarpe. Du côté du parc, des nouvelles maisons sont construites en 2007.

## Liste des abbesses d'Hasnon
- Ermentrude (851 - ap. 877), fille de Charles le Chauve et d'Ermentrude d'Orléans.

## Personnalités liées
- André du Croquet, docteur en théologie et prieur de l'abbaye, décédé en 1580 à Valenciennes.